# Число Кирпичёва
Число Кирпичёва ({\displaystyle \mathrm {Ki} }) — название нескольких критериев подобия: одно — в гидродинамике и два — из теории сушки.

## Число Кирпичёва в гидродинамике
{\displaystyle \mathrm {Ki} ={\frac {\rho \,F_{R}}{\eta ^{2}}},}
где
- {\displaystyle \eta } — динамическая вязкость;
- {\displaystyle \rho } — плотность жидкости;
- {\displaystyle F_{R}} — сила сопротивления, действующая на тело в потоке.

Названо в честь русского инженера Виктора Львовича Кирпичёва.

## Теплообменное число Кирпичёва
В теории сушки. Оно определяется следующим образом:
{\displaystyle \mathrm {Ki} _{h}={\frac {q\,L}{\varkappa \,\Delta T}},}
где
- {\displaystyle \varkappa } — теплопроводность;
- {\displaystyle q} — тепловой поток;
- {\displaystyle L} — характеристическая длина;
- {\displaystyle \Delta T=T-T_{0}} — разность конечной и начальной температур.

## Массообменноечисло Кирпичёва
{\displaystyle \mathrm {Ki} _{m}={\frac {q_{m}\,L}{\rho \,D\,\Delta u}},}
где
- {\displaystyle \rho } — плотность;
- {\displaystyle D} — коэффициент диффузии;
- {\displaystyle q_{m}} — поток вещества;
- {\displaystyle L} — характеристическая длина;
- {\displaystyle \Delta u=u-u_{0}} — разность конечной и начальной влажностей.

Эти числа названы в честь Михаила Викторовича Кирпичёва.